# Campillo de Aragón (kommun)
Campillo de Aragón är en kommun i Spanien.   Den ligger i provinsen Provincia de Zaragoza och regionen Aragonien, i den centrala delen av landet, 170 km nordost om huvudstaden Madrid. Antalet invånare är 152.